# Везило
Везило (эст. Vesiloo saar) — остров в Балтийском море. Находится недалеко от острова Вильсанди. Между островами достаточно глубоко для того, чтобы проходили корабли. Остров является частью национального парка острова Вильсанди.

## География
Площадь острова — 3,3 км². Длина береговой линии — 1,9 км. Население отсутствует.. Наивысшая точка — 4 метра над уровнем моря.